# His Glorious Night

His Glorious Night est un film américain réalisé par Lionel Barrymore, sorti en 1929.

## Fiche technique
- Titre : His Glorious Night
- Réalisation : Lionel Barrymore
- Scénario : Willard Mack d'après Olympia de Ferenc Molnár
- Production : Irving Thalberg
- Société de production : Metro-Goldwyn-Mayer
- Musique : Lionel Barrymore
- Photographie : Percy Hilburn
- Montage : William LeVanway
- Pays d'origine : États-Unis
- Format : Noir et blanc - Mono
- Genre : Drame
- Durée : 80 minutes
- Date de sortie : 1929

## Distribution
- John Gilbert : Capitaine Kovacs
- Catherine Dale Owen : Princesse Orsolini
- Nance O'Neil : Eugenie
- Gustav von Seyffertitz : Krehl
- Hedda Hopper : Mme Collingswood Stratton
- Richard Carle : Comte Albert